# In Your Eyes (Kylie Minogue)
In Your Eyes is een nummer van de Australische zangeres Kylie Minogue uit 2002. Het is de tweede single van haar achtste studioalbum Fever.
Als opvolger van de gigantische wereldhit Can't Get You Out of My Head, werd "In Your Eyes" ook in Oceanië en Europa een enorme hit. Het nummer wist echter nergens het succes van de voorgaande single te evenaren, en wist in Amerika geen hitlijsten te bereikten. In Australië haalde het nummer de nummer 1-positie. In de Nederlandse Top 40 werd de 14e positie behaald, en in de Vlaamse Ultratop 50 de 18e.